# Trigonocidaris albida
Trigonocidaris albida is een zee-egel uit de familie Trigonocidaridae.
De wetenschappelijke naam van de soort werd, tegelijk met die van het geslacht, in 1869 gepubliceerd door Alexander Agassiz.